# رونالد رابرتسون (اسکیت‌باز)
رونالد رابرتسون (انگلیسی: Ronald Robertson; ۲۵ سپتامبر ۱۹۳۷ – ۴ فوریهٔ ۲۰۰۰) اسکیت‌باز نمایشی اهل ایالات متحده آمریکا بود.